# 环壬炔
环壬炔是一种有机化合物，化学式为C9H14。它可由1,2-环壬二酮经联氨转化为相应的二腙后，再在硫酸钠存在下与氧化汞反应制得。1,2-环壬二烯在稀戊烷溶液中光照，经双环[6.1.0]壬-8-烯中间体异构体，会产生少量的环壬炔以及其它C9环烯烃产物。在铑配合物的催化下，它和硫在丁酮中回流，得到二硫杂环己二烯的衍生物，它再在邻二氯苯中回流，脱硫得到噻吩的衍生物。